# Pam & Tommy
Pam & Tommy (prt: Pam e Tommy) é uma minissérie norte-americana de drama biográfico que narra o casamento entre a atriz Pamela Anderson e o baterista do Mötley Crüe, Tommy Lee, respectivamente interpretados por Lily James e Sebastian Stan, durante o período em que sua fita de sexo não autorizada foi divulgada. Baseado no artigo da Rolling Stone de 2014 "Pam and Tommy: The Untold Story of the World's Most Infamous Sex Tape" de Amanda Chicago Lewis, a série foi criada para o Hulu por Robert Siegel e é produzida pela Point Gray Pictures, Annapurna Television e Lionsgate Television.
O desenvolvimento da série foi anunciado em 2018, com James Franco anexado para dirigir a minissérie e interpretar Lee. Foi dado um pedido de série em dezembro de 2020 pelo Hulu, com James e Stan anunciados para interpretar Anderson e Lee, este último substituindo Franco após sua saída do projeto. Os anúncios de elenco foram feitos ao longo de 2021 e as filmagens ocorreram em Los Angeles entre abril e julho de 2021.
Os três primeiros episódios de Pam & Tommy estrearam no Hulu em 2 de fevereiro de 2022, e foram dirigidos por Craig Gillespie, com o resto dos episódios estreando semanalmente. A minissérie recebeu críticas geralmente positivas dos críticos, com elogios às atuações do elenco. Recebeu dez indicações ao Primetime Emmy Award, incluindo Melhor Série Limitada ou de Antologia e indicações de atuação para James, Stan e Rogen.

## Premissa
Pam & Tommy retrata o casamento entre Pamela Anderson e Tommy Lee e o lançamento de sua infame fita de sexo não autorizada que foi gravada em particular durante a lua de mel.

## Elenco e personagens

### Principal
- Lily James como Pamela Anderson
- Sebastian Stan como Tommy Lee
- Nick Offerman como Uncle Miltie
- Seth Rogen como Rand Gauthier
- Taylor Schilling[a] como Erica Gauthier

### Recorrente
- Pepi Sonuga como Melanie
- Andrew Dice Clay como Butchie
- Mozhan Marnò como Gail Chwatsky
- Fred Hechinger como Seth Warshavsky
- Paul Ben-Victor como Richard Alden, advogado de Pam e Tommy
- Mike Seely como Hugh Hefner
- Medalion Rahimi como Danielle, namorada de Erica
- Don Harvey como Anthony Pellicano, um investigador particular
- Adam Ray como Jay Leno

### Convidado
- Jason Mantzoukas como o pênis de Tommy (em "I Love You, Tommy")
- Maxwell Caulfield como Bob Guccione, o dono da Penthouse (em "Uncle Jim and Aunt Susie In Duluth")
- John Billingsley como o advogado de defesa da Penthouse (em "Pamela in Wonderland")
- Brian Huskey como Jogador em Dívida (em "Destroyer of Worlds")
- Clint Howard como ele mesmo interpretando seu personagem Schmitz em Barb Wire (em "Destroyer of Worlds")

## Episódios
| N.º | Título                               | Dirigido por          | Escrito por                         | Lançamento              |
| --- | ------------------------------------ | --------------------- | ----------------------------------- | ----------------------- |
| 1 | "Drilling and Pounding"              | Craig Gillespie       | Robert Siegel                       | 2 de fevereiro de 2022  |
| O marceneiro Rand Gauthier está trabalhando nas reformas da casa do baterista do Mötley Crüe Tommy Lee na Califórnia, frequentemente irritado com suas demandas de última hora, com materiais comprados no cartão de crédito de Gauthier, já que Lee está atrasado com o pagamento. Quando Gauthier e o empreiteiro Lonnie pedem sua remuneração, Lee desdenha do trabalho de ambos e os demite. Gauthier esquece sua caixa de ferramentas e retorna para buscá-la, mas Lee aponta uma arma para ele e toma as ferramentas dizendo que é compensação por ter sido forçado a contratar novos funcionários. Irritado com seu tratamento, Gauthier decide se vingar, retornando meses depois tarde da noite para roubar um cofre da garagem. Entre seu conteúdo está uma fita Hi8, que Gauthier traz para um ex-chefe, o diretor pornográfico Uncle Miltie, e quando ambos assistem descobrem cenas sexualmente explícitas de Lee e sua esposa Pamela Anderson. |                                      |                       |                                     |                         |
| 2 | "I Love You, Tommy"                  | Craig Gillespie       | Robert Siegel                       | 2 de fevereiro de 2022  |
| Em um espaço de quatro dias, Tommy Lee conhece Pamela Anderson em uma boate, segue-a até Cancún, e depois de uma noite de sexo selvagem decide pedi-la em casamento, com a cerimônia acontecendo em uma praia. |                                      |                       |                                     |                         |
| 3 | "Jane Fonda"                         | Craig Gillespie       | D.V. DeVincentis                    | 2 de fevereiro de 2022  |
| Miltie e Gauthier tentam vender a fita de sexo para vários distribuidores pornográficos, que se recusam devido ao medo de uma ação legal. Gauthier tenta encontrar uma peça para consertar o vaso sanitário da ex-mulher e só obtém resultado depois de pesquisar na internet, o que o leva à ideia de vender cópias da fita online. Uma vez que Miltie ouve isso, ele marca uma reunião com o produtor de Garganta Profunda, Butchie Peraino, para obter financiamento para tal empreendimento com garantia de confidencialidade. Enquanto isso, Anderson participa de reuniões sobre a promoção de Barb Wire e fica grávida do filho de Lee. |                                      |                       |                                     |                         |
| 4 | "The Master Beta"                    | Lake Bell             | Matthew Bass e Theodore B. Bressman | 9 de fevereiro de 2022  |
| O empreendimento de Miltie e Gauthier é um sucesso. Quando Lee finalmente percebe que o cofre sumiu, chama a polícia, e quando a LAPD diz que não será prioridade, Anderson entra em pânico lembrando da fita. Lee chama o investigador Anthony Pellicano, que após ouvir uma extensa lista de desafetos de Lee, decide que Gauthier é suspeito, entra em seu apartamento e o espanca, exigindo o retorno da fita em poucos dias. Quando Anderson vê para seu horror a equipe de Baywatch assistindo sua fita, ela e Lee descobrem o site vendendo cópias. Lee manda uma gangue de motoqueiros atrás de Miltie e Gauthier, com o primeiro fugindo para a Europa e outro se escondendo na casa da ex-mulher. O estresse da situação faz Anderson sofrer um aborto espontâneo e atacar o carro de um paparazzo. |                                      |                       |                                     |                         |
| 5 | "Uncle Jim and Aunt Susie In Duluth" | Gwyneth Horder-Payton | Brooke Baker e D.V. DeVincentis     | 16 de fevereiro de 2022 |
| Lee tem acessos de depressão e raiva achando que sua fama está se esgotando enquanto sua esposa continua proeminente, sendo expulso do clube Viper Room após brigar no banheiro e descobrindo que o estúdio do Mötley Crüe foi cedido ao Third Eye Blind, e a situação cria tensões no casamento. A repórter do Los Angeles Times Alicia Krentz, que já tinha tentado escrever sobre toda a situação da fita, finalmente ganha permissão para uma matéria quando Lee e Anderson processam Bob Guccione da Penthouse por invasão de privacidade após descobrir que ele tem uma cópia da fita. |                                      |                       |                                     |                         |
| 6 | "Pamela in Wonderland"               | Hannah Fidell         | Sarah Gubbins                       | 23 de fevereiro de 2022 |
| 7 | "Destroyer of Worlds"                | Lake Bell             | ASA                                 | 2 de março de 2022      |
| 8 | "Seattle"                            | Gwyneth Horder-Payto  | ASA                                 | 9 de março de 2022      |

## Produção

### Desenvolvimento
A série foi anunciada pela primeira vez em 2018, com Seth Rogen e Evan Goldberg desenvolvendo o projeto sob sua produtora Point Gray Pictures e James Franco contratado para dirigir a minissérie e interpretar Tommy Lee. Em dezembro de 2020, Franco havia deixado a série e foi anunciado que Hulu dera luz verde ao projeto com um pedido de série limitada de oito episódios. Craig Gillespie foi definido para dirigir com Rob Siegel escrevendo e Rogen e Goldberg como produtores executivos da minissérie. Tatiana S. Riegel, colaboradora frequente de Gillespie, foi contratada para editar a minissérie.

### Seleção de elenco
Junto com o anúncio do pedido da série, Lily James e Sebastian Stan foram escalados para interpretar os personagens principais, com Rogen também escalado para um papel principal. Em abril de 2021, Nick Offerman e Taylor Schilling se juntaram ao elenco em papéis principais, com Pepi Sonuga, Andrew Dice Clay, Spenser Granese e Mozhan Marnò se juntando em papéis recorrentes. Em junho de 2021, Fred Hechinger se juntou ao elenco da série em um papel recorrente. Pamela Anderson supostamente não queria se envolver na série, apesar de várias tentativas de incluí-la; Lee também não estava envolvido com a série, mas a apoiou. A série é baseada em um artigo da Rolling Stone de 2014 que descreve a história de como a fita de sexo de Anderson e Lee foi roubada e liberada. Siegel achou difícil acreditar que os eventos não tinham sido objeto de um filme ou série anteriormente, com os produtores optando pelos direitos do artigo para servir de base da série. Os co-showrunners Siegel e D.V. DeVincentis observou que a maioria das "batidas básicas da trama" veio desse artigo e "a mecânica básica" dos eventos "foi praticamente o que aconteceu", com as conversas entre os personagens dramatizadas.

### Filmagens
A série começou a ser filmada em 5 de abril de 2021 em Los Angeles e terminou em 30 de julho de 2021. Os dois atores principais passaram por longos processos de maquiagem para se parecerem com seus personagens. Lily James usava uma prótese na testa e no peito, dentadura, lentes de contato azuis e uma peruca loira. Sebastian Stan passou horas pintando até 30 tatuagens nele, deixou crescer e pintou seu cabelo, e usava lentes de contato marrons e mamilos com piercing protético. O guarda-roupa deles não era feito sob medida, mas comprado de segunda mão com base nas roupas que Anderson e Lee usavam na época.

## Lançamento
Pam & Tommy estreou em 2 de fevereiro de 2022, no Hulu, com os três primeiros episódios e o restante estreando semanalmente. A série também foi lançada simultaneamente internacionalmente no Disney+ sob o hub Star e no Star+ na América Latina.